# Cal Puig (el Poal)
Cal Puig és un monument del municipi del Poal inclòs en l'Inventari del Patrimoni Arquitectònic de Catalunya.

## Descripció
Gran edifici de planta baixa, pis amb balcons allindanats i petit pis superior a manera de golfa. La casa està feta de pedra picada a la planta baixa i tàpia en les superiors. Aquesta té una interessant porta d'accés feta de grans carreus d'aresta ressaltada i rematada amb un balcó de delicada forja. Damunt de la façana avancen unes gàrgoles. En la clau de llinda d'entrada hi ha esculpit en de la casa (F.P. VIC) i la data de 1778. A l'interior de la casa, a la part del darrere, hi ha un pati amb galeria d'arcs de mig punt.

## Història
Aquesta és una de les moltes cases que hi ha al c/ Major de Poal. És un clar exemple de les cases senyorials del s. XVIII. Aquesta família conservà durant molt de temps una còpia de la imatge de Mare de Déu de les Sogres, feta de fust. Gràcies a aquesta còpia es va poder reproduir novament la imatge destrossada durant la Guerra Civil. Actualment aquesta casa és propietat de l'Ajuntament, qui de moment ha habilitat la planta baixa, l'antic celler, com a sala d'exposicions. Les plantes superiors no s'utilitzen.